# نناد ملادنوویچ
نناد ملادنوویچ (صربی: Nenad Mladenović؛ زادهٔ ۱۳ دسامبر ۱۹۷۶) بازیکن فوتبال اهل صربستان بود.
از باشگاه‌هایی که در آن بازی کرده‌است می‌توان به باشگاه فوتبال بئوگراد، باشگاه فوتبال شباب الاهلی، باشگاه فوتبال متالورگ دونتسک، باشگاه فوتبال خنت، و باشگاه فوتبال گوانگ‌ژو سیتی اشاره کرد.
وی همچنین در تیم ملی فوتبال صربستان و مونته‌نگرو بازی کرده‌است.